# Храст на Хорнаду
Храст на Хорнаду (слч. Chrasť nad Hornádom) насељено је мјесто са административним статусом сеоске општине (слч. obec) у округу Спишка Нова Вес, у Кошичком крају, Словачка Република.

## Становништво
| Година:    | 1994. | 2004.    | 2014.    | 2024.   |
| ---------- | ----- | -------- | -------- | ------- |
| Број људи: | 683   | 772      | 872      | 928     |
| Разлика:   |       | +13,03 % | +12,95 % | +6,42 % |

| Година:    | 2023. | 2024. |
| ---------- | ----- | ----- |
| Број људи: | 928   | 928   |
| Разлика:   |       | +0 %  |

Према подацима о броју становника из 2011. године насеље је имало 846 становника.